# Xã Pentland, Michigan
Xã Pentland (tiếng Anh: Pentland Township) là một xã thuộc quận Luce, tiểu bang Michigan, Hoa Kỳ. Năm 2010, dân số của xã này là 2.674 người.